# مسجد الجمعة (شاكي)
مسجد الجمعة (شاكي)(بالأذرية: Cümə məscidi (Şəki)): هو معلم تاريخي معماري تم بناؤه في الفترة من 1900 إلى 1914. يقع في أراضي محمية يوخاري باش التاريخية المعمارية الحكومية في شاكي، أذربيجان.
تم إدراج المسجد في قائمة المعالم التاريخية والثقافية الغير منقولة ذات الأهمية المحلية، وفقا للقرار رقم 132 الصادر عن مجلس وزراء جمهورية أذربيجان بتاريخ 2 أغسطس 2001.
في 7 يوليو 2019، تم إدراج "المركز التاريخي لمدينة شاكي مع قصر الخان" في قائمة مواقع التراث العالمي. وكذلك مسجد الجمعة (شاكي) الواقع داخل المركز التاريخي لمدينة شاكي، مدرج ضمن قائمة التراث العالمي.

## عن
تم بناء مسجد الجمعة (شاكي) في الفترة من 1900 إلى 1914 في حي دباغخانة في شاكي. تم بناء المسجد كمجمع مع المدرسة وحمام تحت الأرض مجاور له. استناداً إلى التاريخ المنقوش على الحجر، يمكن القول إن بناء المسجد اكتمل في 1914 مع بناء رواق إضافي وقاعة ومئذنة. لاحقاً، تم بناء مدرسة بجوار المسجد. ترتبط المدرسة برواق المسجد.

### بعد الاحتلال السوفييتي
بعد احتلال الجيش الأحمر لأذربيجان، بدأوا بمحاربة الدين بوتيرة رسمية منذ 1928. في ديسمبر من نفس العام، سلمت اللجنة المركزية للحزب الشيوعي الأذربيجاني العديد من المساجد والكنائس والمعابد اليهودية إلى الأندية لاستخدامها لأغراض تعليمية. إذا كان عدد المساجد في أذربيجان في 1917 هو 3000 مسجد، ففي 1927 وصل هذا العدد إلى 1700 مسجد، وفي 1933 وصل إلى 17 مسجدًا.
تم تدمير مئذنة مسجد الجمعه في شاكي بعد الاحتلال. تم استخدام مبنى المسجد كمدرسة رياضية. من أجل تكييف المبنى ليكون صالة رياضية، تمت إزالة الشرفة الداخلية لقاعة الصلاة.
في 1988 احترق مبنى المسجد. في 1989م تمت أعمال القياس في المسجد وأعد مشروع ترميم. أثناء الحفر في قاعة الصلاة في المسجد؛ تم العثور على مكان الجدار الداخلي من جهة الرواق، وتم ترميم الرواق الداخلي مع هذا الجدار. لاحقاً، تم فتح النوافذ المغلقة بالبناء، وتم ترميمها. تم وضع 4 أعمدة كبيرة في الداخل بناءً على المشروع، وتم ترميم محراب المسجد.

### بعد الاستقلال
تم تصميم مئذنة المسجد على أساس صورة فوتوغرافية موجودة في الأرشيف، وتم ترميمها بحيث يصل ارتفاعها من الأساس إلى القمة إلى 28.5 مترًا، واكتمل ترميم المئذنة في 1991.
تم إدراج المسجد في قائمة المعالم التاريخية والثقافية الغير منقولة ذات الأهمية المحلية بموجب القرار رقم 132، الصادر عن مجلس وزراء جمهورية أذربيجان في 2 أغسطس، برقم 200.
منذ 2001، تم اختيار الجزء التاريخي من مدينة شاكي كمرشح لقائمة التراث العالمي لليونسكو. في 7 يوليو 2019، تم إدراج "المركز التاريخي لشاكي مع قصر خان" في قائمة التراث العالمي لليونسكو. تم اتخاذ القرار في الدورة الثالثة والأربعين للجنة التراث العالمي، التي عقدت في مركز مؤتمرات باكو. تم أيضًا إدراج مسجد الجمعة في شاكي الواقع في المركز التاريخي لمدينة شاكي في قائمة التراث العالمي.
في 1993، تم افتتاح مدرسة شاكي الإسلامية هنا بناءً على تعليمات القاضي التنفيذي لشاكي جنكيز أفندييف. تم تسجيل المدرسة من قبل وزارة العدل في 1996. يتلقى الطلاب الدارسون هنا التعليم الديني والدنيوي.